# Hockey sur glace aux Jeux olympiques de 1972
Navigation
Grenoble 1968 Innsbruck 1976
Le tournoi de hockey sur glace aux Jeux olympiques d'hiver de 1972 a lieu à Sapporo du 3 au 13 février 1972. Il est remporté par l'Union soviétique.

## Qualification
Les huit nations du Groupe A du Championnat du monde de 1971 sont qualifiées pour les Jeux, ainsi que le Japon pays hôte. Le classement du Groupe B à l'issue du championnat permet de qualifier cinq nations supplémentaires, ainsi que les deux meilleures équipes promues du Groupe C.
Le Canada est absent, puisqu'il boycotte les compétitions internationales pour protester contre l'interdiction des joueurs professionnels.
Pays qualifiés pour la compétition :
| - Japon (hôte) - Union soviétique (groupe A) - Tchécoslovaquie (groupe A) - Suède (groupe A) - Finlande (groupe A) - Allemagne de l'Ouest (groupe A) - États-Unis (groupe A) | - Suisse (1er groupe B) - Pologne (2e groupe B) - Allemagne de l'Est (3e groupe B) - Norvège (4e groupe B) - Yougoslavie (5e groupe B) - Roumanie (1er groupe C) - France (2e groupe C) |

L'Allemagne de l'Est, la Roumanie et la France, qualifiées, ne participent pas.

## 1ertour
Le premier tour s'est déroulé sous la forme d'un match éliminatoire dont les vainqueurs sont qualifiés pour le groupe A. L'URSS, détenteur du précédent titre olympique, est également qualifié d'office pour ce groupe A. Ce groupe, disputé sous forme de championnat, détermine le podium olympique.
- 3 février
  - 16:00 Makomanai. Tchécoslovaquie 8-2 Japon
  - 19:30 Makomanai. Suède 8-1 Yougoslavie
- 4 février
  - 14:00 Makomanai. USA 5-3 Suisse
  - 19:00 Makomanai. Allemagne de l'Ouest 0-4 Pologne
  - 19:00 Tsukisamu. Finlande 13-1 Norvège

## 2etour

### Groupe A
- 5 février
  - 10:00 Makomanai. Suède 5-1 USA
  - 14:00 Makomanai. Tchécoslovaquie 14-1 Pologne
  - 19:00 Makomanai. URSS 9-3 Finlande

- 7 février
  - 11:30 Makomanai. URSS 3-3 Suède
  - 16:00 Tsukisamu. Tchécoslovaquie 1-5 USA
  - 19:30 Tsukisamu. Finlande 5-1 Pologne

- 8 février
  - 14:00 Makomanai. Tchécoslovaquie 7-1 Finlande

- 9 février
  - 14:00 Makomanai. Suède 5-3 Pologne
  - 19:00 Makomanai. URSS 7-2 USA

- 10 février
  - 14:00 Makomanai. URSS 9-3 Pologne
  - 19:00 Makomanai. Tchécoslovaquie 2-1 Suède
  - 19:00 Tsukisamu. Finlande 1-4 USA

- 12 février
  - 19:30 Makomanai. Pologne 1-6 USA

- 13 février
  - 9:00 Makomanai. Suède 3-4 Finlande
  - 12:30 Makomanai. URSS 5-2 Tchécoslovaquie

| Equipes          | J | V | N | D | BUTS | DIF | PTS |
| ---------------- | - | - | - | - | ---- | --- | --- |
| Union soviétique | 5 | 4 | 1 | 0 | 33   | 13  | 9   |
| États-Unis       | 5 | 3 | 0 | 2 | 18   | 15  | 6   |
| Tchécoslovaquie  | 5 | 3 | 0 | 2 | 26   | 13  | 6   |
| Suède            | 5 | 2 | 1 | 2 | 17   | 13  | 5   |
| Finlande         | 5 | 2 | 0 | 3 | 14   | 24  | 4   |
| Pologne          | 5 | 0 | 0 | 5 | 9    | 39  | 0   |

### Groupe B
- 7 février
  - 14:45 Makomanai. Suisse 3-3 Japon
  - 12:30 Tsukisamu. Allemagne de l'Ouest 6-2 Yougoslavie

- 9 février
  - 10:00 Makomanai. Yougoslavie 2-3 Japon
  - 14:00 Tsukisamu. Allemagne de l'Ouest 5-1 Norvège

- 10 février
  - 10:00 Makomanai. Norvège 5-4 Japon
  - 14:00 Tsukisamu. Suisse 3-3 Yougoslavie

- 12 février
  - 16:00 Makomanai. Allemagne de l'Ouest 6-7 Japon
  - 14:00 Tsukisamu. Suisse 3-5 Norvège

| Équipes              | J | V | N | D | BUTS | DIF | PTS |
| -------------------- | - | - | - | - | ---- | --- | --- |
| Allemagne de l'Ouest | 4 | 3 | 0 | 1 | 22   | 10  | 6   |
| Norvège              | 4 | 3 | 0 | 1 | 16   | 14  | 6   |
| Japon                | 4 | 2 | 1 | 1 | 17   | 16  | 5   |
| Suisse               | 4 | 0 | 2 | 2 | 9    | 16  | 2   |
| Yougoslavie          | 4 | 0 | 1 | 3 | 9    | 17  | 1   |

## Bilan
L'équipe soviétique poursuit sa domination mondiale, bien aidé par l'absence du Canada. La surprise du tournoi vient des États-Unis, qui remportent la médaille d'argent au nez de la Tchécoslovaquie

### Podium
| epreuve | Médaille d'or, Jeux olympiques | Médaille d'argent, Jeux olympiques | Médaille de bronze, Jeux olympiques |
| ------- | --- | --- | --- |
| Hommes  | Union soviétique Vladislav Tretiak Alexander Pashkov Vitaly Davydov Viktor Kuskin Alexander Ragulin Guennadi Tsygankov Vladimir Lutchenko Valeri Vasiliev Igor Romishevsky Ievgueni Michakov Alexander Maltsev Alexander Yakushev Vladimir Vikulov Anatoly Firsov Valeri Kharlamov Yury Blinov Boris Mikhaïlov Vladimir Petrov Vladimir Shadrin Ievgueni Zimine | États-Unis Mike Curran Pete Sears Wally Olds Tom Mellor Frank Sanders Jim McElmury Charles Brown Dick McGlynn Ronald Naslund Robbie Ftorek Stuart Irving Kevin Ahearn Henry Boucha Craig Sarner Tim Sheehy Keith Christiansen Mark Howe Tim Regan Bruce McIntosh Larry Bader | Tchécoslovaquie Vladimír Dzurilla Jiří Holeček Vladimír Bednář Rudolf Tajcnár Oldřich Machač František Pospíšil Josef Horešovský Karel Vohralík Václav Nedomanský Jiří Holík Jaroslav Holík Jiří Kochta Eduard Novák Richard Farda Josef Černý Vladimír Martinec Ivan Hlinka Bohuslav Šťastný |

### Meilleurs pointeurs
Pour les significations des abréviations, voir Statistiques du hockey sur glace.
|    | Joueur            | PJ | B | A | PTS | PUN |
| -- | ----------------- | -- | - | - | --- | --- |
| 1  | Valeri Kharlamov  | 5  | 9 | 7 | 16  | 2   |
| 2  | Vaclav Nedomansky | 5  | 6 | 3 | 9   | 0   |
| 3  | Craig Sarner      | 5  | 4 | 5 | 9   | 0   |
| 4  | Vladimir Vikoulov | 5  | 5 | 3 | 8   | 0   |
| 5  | Aleksandr Maltsev | 5  | 4 | 3 | 7   | 0   |
| 6  | Kevin Ahearn      | 5  | 4 | 3 | 7   | 0   |
| 7  | Anatoli Firsov    | 5  | 2 | 5 | 7   | 0   |
| 8  | Rudolf Thanner    | 4  | 5 | 1 | 6   | 4   |
| 9  | Koji Iwamoto      | 4  | 3 | 3 | 6   | 0   |
| 10 | Jiri Kochta       | 5  | 3 | 3 | 6   | 0   |
| 11 | Iouri Blinov      | 5  | 3 | 3 | 6   | 0   |
| 12 | Erich Kuhnhackl   | 4  | 2 | 4 | 6   | 0   |
| 13 | Richard Farda     | 5  | 1 | 5 | 6   | 0   |
| 14 | Inge Hammarstrom  | 5  | 4 | 1 | 5   | 0   |
| 15 | Bjorn Palmqvist   | 5  | 4 | 1 | 5   | 0   |

### Meilleurs gardiens
Minimum de 180 minutes jouées.
Pour les significations des abréviations, voir Statistiques du hockey sur glace.
|    | Joueur             | PJ | V | D | N | MIN | BC | BL | MOY  |
| -- | ------------------ | -- | - | - | - | --- | -- | -- | ---- |
| 1  | Vladimir Dzurilla  | 5  | 3 | 1 | 0 | 222 | 7  | 0  | 1.89 |
| 2  | Leif Holmqvist     | 3  | 1 | 2 | 0 | 180 | 7  | 0  | 2.33 |
| 3  | Vladislav Tretiak  | 4  | 3 | 0 | 1 | 240 | 10 | 0  | 2.50 |
| 4  | Toni Kehle         | 4  | 2 | 1 | 0 | 220 | 10 | 0  | 2.73 |
| 5  | Mike Curran        | 5  | 3 | 2 | 0 | 300 | 15 | 0  | 3.00 |
| 6  | Kare Ostensen      | 4  | 3 | 1 | 0 | 240 | 14 | 0  | 3.50 |
| 7  | Anton Gale         | 3  | 0 | 2 | 1 | 180 | 11 | 0  | 3.67 |
| 8  | Toshimitsu Ohtsubo | 4  | 2 | 1 | 1 | 240 | 16 | 0  | 4.00 |
| 9  | Gerald Rigolet     | 3  | 0 | 2 | 1 | 180 | 13 | 0  | 4.33 |
| 10 | Valery Kosyl       | 4  | 0 | 4 | 0 | 280 | 28 | 0  | 6.00 |